# Camille Guaty

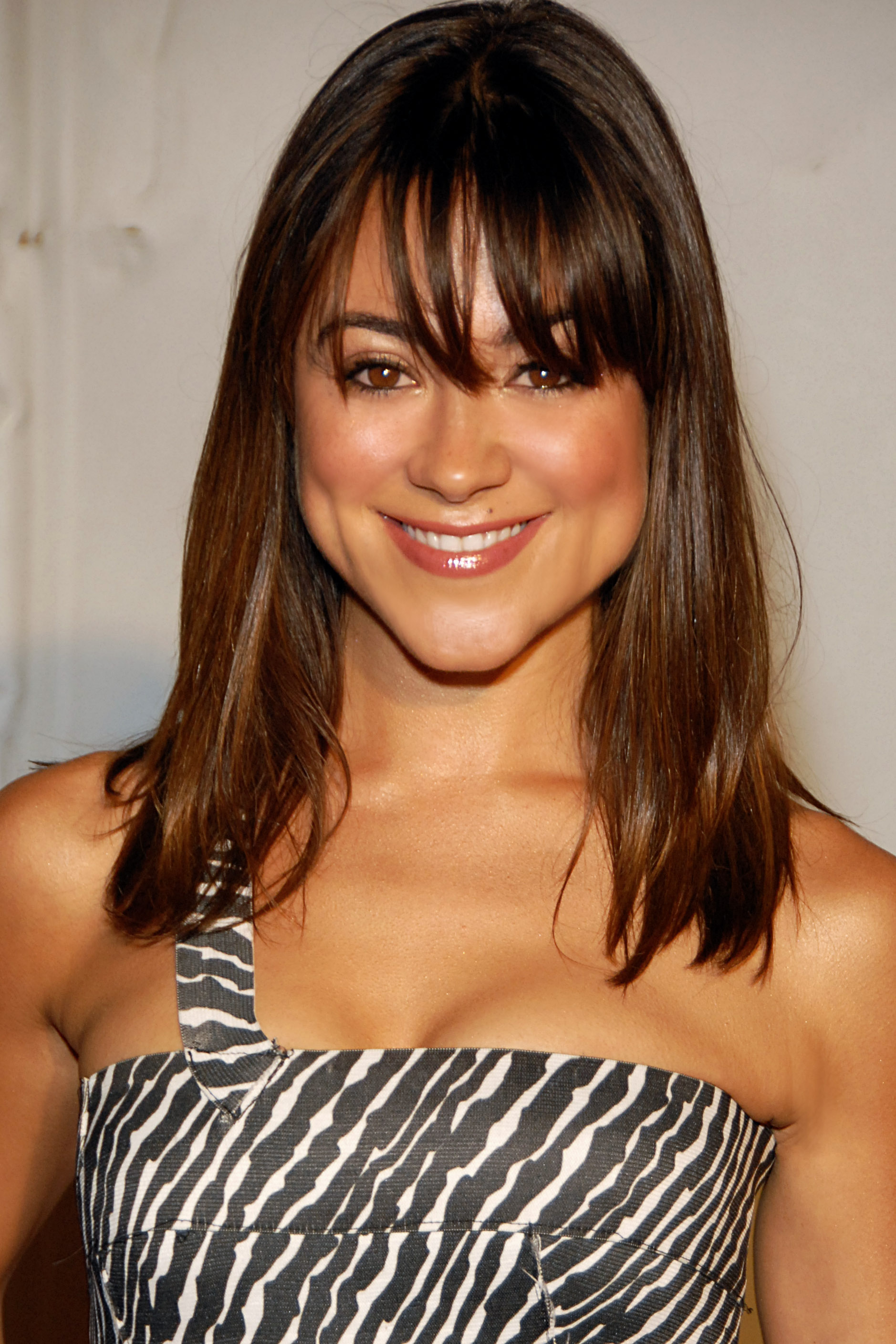
Camille Guaty

Camille Guaty (Santa Clara County, 28 juni 1978) is een Amerikaans actrice van Cubaanse en Puerto Ricaanse afkomst. Ze maakte haar filmdebuut in Chaos Theory uit 2000 en speelde onder meer een vaste rol als Piper Nielsen in de televisieserie Las Vegas.
Guaty was voor het eerst op televisie te zien als deelneemster aan de Amerikaanse versie van Popstars in 2000. Ze eindigde daarbij in de finale als nummer zes, waar de eerste vijf de inmiddels ter ziele gegane popgroep Eden's Crush gingen vormen (waaronder Nicole Scherzinger).
Hoewel Guaty een intrede tot Eden's Crush miste, mocht ze datzelfde jaar wel debuteren als filmactrice in het bescheiden Chaos Theory. Dat bleek een opstap naar een acteercarrière, die zich een jaar later doorzette met een vaste rol in de komedieserie Raising Dad en in 2002 in de Disney Channel Original Movie Gotta Kick It Up!. Guaty noteerde vervolgens vaste rollen in een paar grote commerciële successen achter haar naam, zoals de televisieseries Prison Break (als Maricruz Delgado) en Las Vegas.

## Filmografie
- 2024: Harold and the Purple Crayon
- 2018: Nappily Ever After
- 2018: A Futile and Stupid Gesture
- 2017: The Wedding Invitation
- 2014: Cake
- 2013: Crush
- 2009: Ghosts of Girlfriends Past
- 2007: Blink
- 2007: Supreme Courtships (televisiefilm)
- 2004: 30 Days Until I'm Famous (televisiefilm)
- 2004: Gramercy Park (televisiefilm)
- 2003: Love Object
- 2002: Gotta Kick It Up! (televisiefilm)
- 2000: Chaos Theory

## Televisieseries
*Exclusief eenmalige gastrollen
- Scorpion - Megan O'Brien (2014-...)
- The Chicago Code - Elena (2011, vier afleveringen)
- Cupid - Lita (2009, zeven afleveringen)
- Family Guy - Donna (2008-2009, vier afleveringen)
- Las Vegas - Piper Nielsen (2007-2008, zestien afleveringen)
- Prison Break - Maricruz Delgado (2005-2007, negen afleveringen)
- The Nine - Franny Rios (2006-2007, dertien afleveringen)
- Crossing Jordan - Detective Luisa Santana (2004-2005, twee afleveringen)
- The Help - Maria/Maid (2004, zeven afleveringen)
- The Brothers Garcia - Alex (2003, drie afleveringen)
- Raising Dad - Olivia (2001-2002, twaalf afleveringen)